# 榛沢郡
- 令制国一覧 > 東海道 > 武蔵国 > 榛沢郡
- 日本 > 関東地方 > 埼玉県 > 榛沢郡

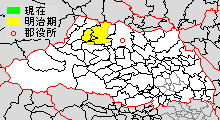
埼玉県榛沢郡の範囲（薄黄：後に他郡から編入された区域）

榛沢郡（はんざわぐん）は、埼玉県（武蔵国）にあった郡。

## 郡域
現在の行政区画では概ね以下の区域に相当する。深谷市域は範囲が広いため境域を示す。
- 深谷市（荒川以南および大字江原、石塚、沼尻、新井、明戸、原郷、国済寺以東を除く全域。原郷・国済寺周辺の住居表示実施地域の境界線は不詳）

## 歴史

### 古代
荒川と利根川に挟まれた氾濫原で、有史以前から集落が発達し、桜ヶ丘組石遺跡は縄文時代後期のものと見られる。
古墳時代末には人口も増し、小規模ながら100基を越す古墳が分布する鹿島古墳群など、多数の古墳がある。
一方、延喜式神名帳には社名が載っておらず、平安時代には隣接する男衾郡や幡羅郡よりは小規模だったと見られる。
7世紀後半から9世紀前半まで、現在の深谷市岡部の中宿（または仲宿）遺跡に郡衙があったと推定される。正倉と見られる大規模建物の跡が発見されている。（1991年から発掘調査。武蔵国の郡衙跡として３ヶ所目、県内では初の発見例）。

### 近代以降の沿革
- 「旧高旧領取調帳」に記載されている明治初年時点での支配は以下の通り。●は村内に寺社領が、○は寺社除地（領主から年貢免除の特権を与えられた土地）が存在。幕府領は木村飛騨守支配所（関東在方掛）、江川太郎左衛門支配所（韮山代官所）、大岡忠四郎支配所、中山誠一郎支配所、伊奈半左衛門支配所が管轄。（1町1宿73村）

| 知行         | 知行                               | 村数        | 村名 |
| ------------ | ---------------------------------- | ----------- | --- |
| 幕府領       | 幕府領（木村）                     | 3村         | 横瀬村、中瀬村、高島村 |
| 幕府領       | 幕府領（大岡）                     | 1村         | ●内ヶ島村 |
| 幕府領       | 旗本領                             | 26村        | 宿根村、曲田村、榛沢新田村、牧西村、宮戸村、岡下村、新戒村、●高畑村、上原村、長在家村、菅沼村、瀬山村、田谷村、戸森村、上鋪免村、折ノ口村、柏合村、山川村、東大沼村、岡村、山崎村、大塚島村、桜沢村、飯塚村原宿、北根村、荒川村 |
| 幕府領       | 幕府領（木村）・旗本領             | 1町 1宿 9村 | 深谷宿、後榛沢村、本郷村、榛沢村、境村、小和瀬村、北阿賀野村、寄居町、●○末野村、猿喰土村、田中村 |
| 幕府領       | 幕府領（江川）・旗本領             | 1村         | 沓掛村 |
| 幕府領       | 幕府領（中山）・旗本領             | 1村         | 上野台村 |
| 藩領         | 武蔵岡部藩                         | 5村         | 南阿賀野村、矢島村、大塚村、下手計村、上手計村 |
| 藩領         | 武蔵忍藩                           | 5村         | 谷野村、明戸村、飯塚村、萱場村、飯塚猿喰土村 |
| 藩領         | 上総久留里藩                       | 1村         | 沖宿村 |
| 幕府領・藩領 | 幕府領（木村）・岡部藩             | 2村         | 伊勢方村、普済寺村 |
| 幕府領・藩領 | 幕府領（木村）・久留里藩           | 1村         | 小前田村 |
| 幕府領・藩領 | 幕府領（木村）・旗本領・久留里藩   | 2村         | 西島村、黒田村 |
| 幕府領・藩領 | 幕府領（伊奈）・旗本領・忍藩       | 1村         | 原宿村 |
| 幕府領・藩領 | 幕府領（木村）・旗本領・上野前橋藩 | 1村         | 用土村 |
| 幕府領・藩領 | 旗本領・忍藩                       | 4村         | ●針ヶ谷村、大谷村、●人見村、樫合村 |
| 幕府領・藩領 | 旗本領・久留里藩                   | 4村         | 西田村、滝瀬村、成塚村、沖村 |
| 幕府領・藩領 | 旗本領・岡部藩                     | 3村         | 町田村、岡部村、血洗島村 |
| 幕府領・藩領 | 旗本領・武蔵川越藩                 | 2村         | 西大沼村、今泉村 |
| 幕府領・藩領 | 旗本領・前橋藩                     | 1村         | 永田村 |

- 慶応4年
  - 4月3日（1868年4月25日） - 岡部藩が藩庁を移転して三河半原藩となる。
  - 6月17日（1868年8月5日） – 関東在方掛の旧岩鼻陣屋に岩鼻県が設置され、幕府領・旗本領を管轄。
  - 川越藩・前橋藩・久留里藩の領地替えにともない、川越藩領および久留里藩領の一部（西田村、西島村）が岩鼻県、旧旗本領の一部（永田村および黒田村のうち旗本神谷氏知行）が前橋藩の管轄となる。
- 明治元年 - 新寄居村・古寄居村・寄居新組村が合併して寄居町となる。
- 明治4年
  - 7月14日（1871年8月29日） - 廃藩置県により、藩領が半原県、忍県、久留里県、前橋県となる。
  - 11月14日（1871年12月25日） - 第1次府県統合により、全域が入間県の管轄となる。
- 1873年（明治6年）6月15日 - 入間県が群馬県（第1期）と合併して熊谷県となる。
- 1874年（明治7年） - 沖宿村・沖村が合併して起会村となる。（1町1宿72村）
- 1876年（明治9年）
  - 5月 - 飯塚村・原宿村・猿喰土村・飯塚村原宿・飯塚猿喰土村が合併して武蔵野村となる。（1町1宿68村）
  - 8月21日 - 第2次府県統合により、熊谷県が武蔵国の管轄地域を埼玉県に合併して群馬県（第2期）に改称。当郡域は埼玉県の管轄となる。
- 1879年（明治12年）3月17日 - 郡区町村編制法の埼玉県での施行により、行政区画としての榛沢郡が発足。大里郡熊谷宿に設置された大里郡役所が管轄。
- 1880年（明治13年） - 岡下村が岡村に編入。（1町1宿67村）

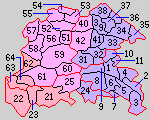
51.深谷町 52.大寄村 53.新会村 54.中瀬村 55.手計村 56.岡部村 57.榛沢村 58.本郷村 59.藤沢村 60.武川村 61.花園村 62.用土村 63.寄居町 64.桜沢村（桃：深谷市 赤：寄居町 1 - 11は大里郡 21 - 25は男衾郡 31 - 42は幡羅郡）

- 1889年（明治22年）4月1日 - 町村制の施行に伴い、以下の村が発足。特記以外は全域が現・深谷市。（2町12村）
  - 深谷町 ← 深谷宿、田谷村、東大沼村、萱場村、西島村、西大沼村、曲田村
  - 大寄村 ← 内ヶ島村、戸森村、谷野村、高畑村、矢島村、起会村、大塚島村、上鋪免村
  - 新会村 ← 新戒村、成塚村、高島村
  - 中瀬村（単独村制）
  - 手計村 ← 上手計村、下手計村、大塚村、血洗島村、横瀬村、町田村、南阿賀野村、北阿賀野村
  - 岡部村 ← 岡部村、普済寺村、岡村、伊勢方村、宿根村
  - 榛沢村 ← 榛沢村、後榛沢村、榛沢新田村、沓掛村、西田村、山崎村
  - 本郷村 ← 本郷村、針ヶ谷村、山川村、今泉村
  - 藤沢村 ← 人見村、大谷村、境村、樫合村、柏合村、上野台村、折ノ口村
  - 武川村 ← 長在家村、明戸村、瀬山村、田中村、上原村、菅沼村
  - 花園村 ← 小前田村、武蔵野村、荒川村、黒田村、永田村、北根村
  - 用土村（単独村制。現・大里郡寄居町）
  - 寄居町 ← 寄居町、末野村および男衾郡藤田村[5]（現・大里郡寄居町）
  - 桜沢村（単独村制。現・大里郡寄居町）
  - 滝瀬村、牧西村、宮戸村、小和瀬村が児玉郡藤田村[5]の一部となる。
- 1890年（明治23年）3月28日 - 手計村が八基村に改称。
- 1896年（明治29年）4月1日 - 大里郡・幡羅郡・榛沢郡・男衾郡の区域をもって、改めて大里郡が発足。同日榛沢郡廃止。

## 行政
大里・男衾・幡羅・榛沢郡長
| 代 | 氏名 | 就任年月日                | 退任年月日                | 備考                                           |
| -- | ---- | ------------------------- | ------------------------- | ---------------------------------------------- |
| 1  |      | 明治11年（1879年）3月17日 |                           |                                                |
|    |      |                           | 明治29年（1896年）3月31日 | 大里郡・男衾郡・幡羅郡との合併により榛沢郡廃止 |